# Oscar du meilleur court métrage d'animation

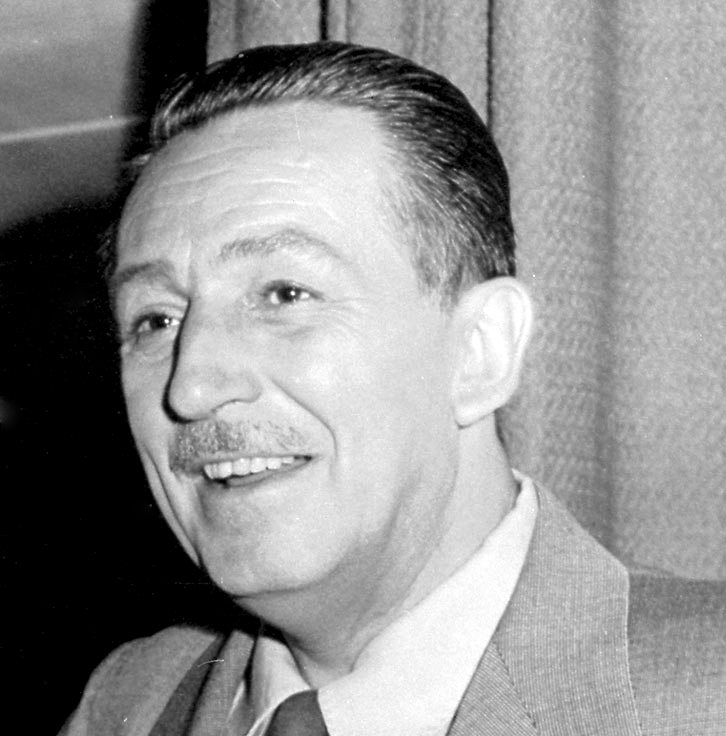
Portrait de Walt Disney.

L’Oscar du meilleur court métrage (animation) (Academy Award for Animated Short Film), est une récompense cinématographique américaine décernée chaque année depuis 1932 par l'Academy of Motion Picture Arts and Sciences (AMPAS), laquelle décerne également tous les autres Oscars.
Depuis 1989, la récompense est remise au réalisateur alors qu'auparavant elle l'était aux producteurs du film ou - à défaut - à la société de production (comme pour l'Oscar du meilleur film). Le nombre de nominations - majoritairement au nombre de 5 dans les autres catégories - est variable selon les années.
La catégorie initialement intitulée Short subject (cartoon), fut renommée Short subject (animation) en 1972 puis Short film (animation) en 1975.
Un Oscar du meilleur court métrage en prises de vues réelles et un Oscar du meilleur court métrage documentaire sont décernés parallèlement.

## Palmarès
Note : L'année indiquée est celle de la cérémonie, récompensant les films sortis au cours de l'année précédente. Les lauréats sont indiqués en tête de chaque catégorie et en caractères gras. Les noms des réalisateurs ont été indiqués par commodité, bien qu'ils n'aient pas été récompensés personnellement avant 1989.

### Années 1930
- 1932 : Des arbres et des fleurs (Flowers and Trees), série Silly Symphonies – Walt Disney (Walt Disney Productions)
  - It's Got Me Again! – Leon Schlesinger
  - Les Orphelins de Mickey (Mickey's Orphans), série Mickey Mouse – Walt Disney
- 1934 : Les Trois Petits Cochons (The Three Little Pigs), série Silly Symphonies – Walt Disney
  - Bâtissons, série Mickey Mouse – Walt Disney
  - The Merry Old Soul – Walter Lantz
- 1935 : Le Lièvre et la Tortue (The Tortoise and the Hare), série Silly Symphonies – Walt Disney
  - Holiday Land – Charles Mintz
  - Jolly Little Elves – Walter Lantz
- 1936 : Trois Petits Orphelins (Three Little Orphans), série Silly Symphonies – Walt Disney
  - The Calico Dragon – Harman-Ising
  - Qui a tué le rouge-gorge ? (Who Killed Cock Robin?), série Silly Symphonies – Walt Disney
- 1937 : Cousin de campagne (The Country Cousin), série Silly Symphonies – Walt Disney
  - The Old Mill Pond – Harman-Ising
  - Popeye the Sailor Meets Sindbad the Sailor – Paramount Pictures
- 1938 : Le Vieux Moulin (The Old Mill), série Silly Symphonies – Walt Disney
  - The Little Match Girl (Color Rhapsodies) – Charles B. Mintz (Columbia Pictures)
  - Educated Fish – Paramount Pictures
- 1939 : Ferdinand le taureau (Ferdinand the Bull), série Silly Symphonies – Walt Disney
  - Le Brave Petit Tailleur (Brave Little Tailor), série Mickey Mouse – Walt Disney
  - Bons Scouts, série Donald Duck – Walt Disney
  - Hunky and Spunky – Paramount Pictures
  - Mother Goose Goes Hollywood, série Silly Symphonies – Walt Disney

### Années 1940
- 1940 : Walt Disney pour Le Vilain Petit Canard (The Ugly Duckling), série Silly Symphonies, réalisé par Jack Cutting
  - Warner Bros. pour Detouring America
  - Metro-Goldwyn-Mayer pour Peace on Earth
  - Walt Disney (WDP) pour Chien d'arrêt (The Pointer), série Mickey Mouse
- 1941 : Fred Quimby (MGM) pour The Milky Way, réalisé par Rudolf Ising
  - Rudolph Ising et Fred Quimby (MGM) pour Puss Gets the Boot, réalisé par Joseph Barbera, William Hanna et Rudolf Ising (premier Tom et Jerry)
  - Leon Schlesinger (Leon Schlesinger Studios) pour Un chasseur sachant chasser, réalisé par Tex Avery (premier Bugs Bunny)
- 1942 : Walt Disney (WDP) pour Tends la patte (Lend a Paw), série Mickey Mouse, réalisé par Clyde Geronimi
  - Walter Lantz pour Boogie Woogie Bugle Boy of Company B, réalisé par Walter Lantz
  - Leon Schlesinger pour Hiawatha's Rabbit Hunt, réalisé par Friz Freleng
  - Columbia Pictures pour How War Came (série Raymond Gram Swing), réalisé par Paul Fennell.
  - Fred Quimby (MGM) pour The Night Before Christmas (série Tom and Jerry), réalisé par Joseph Barbera et William Hanna, animé par Pete Burness, Kenneth Muse et Jack Zander
  - Leon Schlesinger pour Rhapsodie en marteau piqueur, réalisé par Friz Freleng
  - Fred Quimby (MGM) pour The Rookie Bear, réalisé par Rudolf Ising
  - George Pal (Paramount Pictures) pour Rhythm in the Ranks (de) (série George Pal Puppetoon), réalisé par George Pal
  - Max Fleischer pour Superman, réalisé par Dave Fleischer
  - Walt Disney (WDP) pour Donald garde-champêtre, série Donald Duck, réalisé par Jack King
- 1943 : Walt Disney (WDP) pour Der Fuehrer's Face, réalisé par Jack Kinney
  - Paul Terry (20th Century Fox) pour All Out for ’V’ (série Terrytoons), réalisé par Mannie Davis
  - Fred Quimby (MGM) pour Blitz Wolf, réalisé par Tex Avery
  - Walter Lantz Productions pour Juke Box Jamboree, réalisé par Alex Lovy
  - Leon Schlesinger pour La Polka des pourceaux, réalisé par Friz Freleng
  - George Pal (Paramount Pictures) pour Tulips Shall Grow (série George Pal Puppetoon), réalisé par George Pal
- 1944 : Fred Quimby (MGM) pour La souris part en guerre (The Yankee Doodle Mouse), réalisé par Joseph Barbera et William Hanna
  - Walter Lantz pour The Dizzy Acrobat, réalisé par Alex Lovy
  - George Pal (Paramount Pictures) pour Five Hundred Hats of Bartholomew Cubbins (série George Pal Puppetoon), réalisé par George Pal
  - Leon Schlesinger pour L'Hameçon âme sœur (Greetings Bait), réalisé par Friz Freleng
  - Dave Fleischer (Columbia Pictures) pour Imagination, réalisé par Bob Wickersham
  - Walt Disney (WDP) pour Reason and Emotion, réalisé par Bill Roberts
- 1945 : Fred Quimby (MGM) pour Jerry ne se laisse pas faire (Mouse Trouble), réalisé par Joseph Barbera et William Hanna
  - George Pal (Paramount Pictures) pour And to Think I Saw It on Mulberry Street (série George Pal Puppetoon), réalisé par George Pal
  - Raymond Katz (Columbia Pictures) pour Dog, Cat and Canary, réalisé par Howard Swift
  - Walter Lantz pour Fish Fry, réalisé par Shamus Culhane
  - Walt Disney (WDP) pour Dingo joue au football, réalisé par Jack Kinney
  - Paul Terry (Fox) pour My Boy, Johnny (série Terrytoons), réalisé par Eddie Donnelly
  - Leon Schlesinger pour Swooner Crooner, réalisé par Frank Tashlin
- 1946 : Fred Quimby (MGM) pour Une tarte pour Tom
  - Walt Disney (WDP) pour Le crime ne paie pas, série Donald Duck
  - George Pal (Paramount) pour Jasper and the Beanstalk
  - Edward Selzer (Warner Bros.) pour Les oiseaux se mâchent pour nourrir
  - Paul Terry (Fox) pour Mighty Mouse in Gypsy Life (série Terrytoons)
  - Walter Lantz pour The Poet and Peasant
  - Raymond Katz pour Rippling Romance
- 1947 : Fred Quimby (MGM) pour Tom et Jerry au piano (The Cat Concerto)
  - Walter Lantz pour Musical Moments from Chopin
  - George Pal (Paramount) pour John Henry and the Inky-Poo
  - Walt Disney (WDP) pour Les Locataires de Mickey, série Mickey Mouse
  - Edward Selzer (Warner Bros.) pour Walky Talky Hawky
- 1948 : Edward Selzer (Warner Bros.) pour Le repas est servi !
  - Walt Disney (WDP) pour Donald chez les écureuils, série Donald Duck
  - Fred Quimby (MGM) pour Dr. Jekyll et Mr. Souris
  - Walt Disney (WDP) pour Pluto chanteur de charme, série Pluto
  - George Pal (Paramount) pour Tubby the Tuba
- 1949 : Fred Quimby (MGM) pour The Little Orphan
  - Walt Disney (WDP) pour Mickey et le Phoque
  - Edward Selzer (Warner Bros.) pour Chat-lucinations
  - John Hubley et Raymond Katz (UPA/Columbia) pour Robin Hoodlum
  - Walt Disney (WDP) pour Donald et les Fourmis

### Années 1950
- 1950 : Edward Selzer (Warner Bros.) pour Relent d'amour
  - Edward Selzer (Warner Bros.) pour C'est pas gagné !
  - Fred Quimby (MGM) pour Partie de déjeuner
  - Stephen Bosustow (UPA/Columbia) pour Magic Fluke
  - Walt Disney (WDP) pour Donald et son arbre de Noël
- 1951 : Stephen Bosustow (Columbia) pour Gerald McBoing-Boing
- 1952 : Fred Quimby (MGM) pour Les deux mousquetaires
  - Walt Disney (WDP) pour Lambert le lion peureux (Lambert, the Sheepish Lion)
  - Stephen Bosustow (UPA/Columbia) pour Rooty Toot Toot
- 1953 : Fred Quimby (MGM) pour Jerry danse la valse de Vienne
  - Tom Daly (Office national du film du Canada) pour Sports et transports!
- 1954 : Walt Disney pour Les Instruments de musique (Toot, Whistle, Plunk and Boom)
- 1955 : Stephen Bosustow (Columbia) pour When Magoo Flew
- 1956 : Edward Selzer (Warner Bros.) pour Speedy Gonzales
- 1957 : Stephen Bosustow (Columbia) pour Magoo's Puddle Jumper
- 1958 : Edward Selzer (Warner Bros.) pour Les mangeurs d'oiseaux anonymes
- 1959 : Friz Freleng (Warner Bros.) pour Le peureux chevalier de la table ronde

### Années 1960
- 1960 : John Hubley et Faith Elliott Hubley pour Moonbird
- 1961 : William L. Snyder (Rembrandt Films) pour Munro
  - Walt Disney pour Goliath II
  - Chuck Jones (Warner Bros.) pour La Note ivre (High Note)
- 1962 : Zagreb Film pour Le succédané (Surogat)
  - Walt Disney pour Dingo fait de la natation (Aquamania)
  - Chuck Jones (Warner Bros.) pour Bip-Bip toujours prêt (Beep Prepared)
  - Chuck Jones (Warner Bros.) pour La Vie de Nelly (Nelly's Folly)
  - Friz Freleng (Warner Bros.) pour Le Joueur de flûte de Guadalupe (The Pied Piper of Guadalupe)
- 1963 : John Hubley et Faith Hubley pour The Hole
  - Jules Engel (Format Films) pour Icarus Montgolfier Wright
  - Chuck Jones (Warner Bros.) pour Now Hear This
- 1964 : Ernest Pintoff et Mel Brooks pour The Critic
  - Dušan Vukotić (Zagreb Film) pour Le Jeu (Igra)
- 1965 : David H. DePatie et Friz Freleng pour The Pink Phink
- 1966 : Chuck Jones et Les Goldman (MGM) pour The Dot and the Line
- 1967 : John Hubley et Faith Hubley (Paramount) pour A Herb Alpert and the Tijuana Brass Double Feature
- 1968 : Fred Wolf (Brandon Films) pour The Box
- 1969 : Walt Disney pour Winnie l'ourson dans le vent (Winnie the Pooh and the Blustery Day) (posthume)

### Années 1970
- 1970 : Ward Kimball (Walt Disney Productions) pour It's Tough to Be a Bird
- 1971 : Nick Bosustow pour Is It Always Right to Be Right?
- 1972 : Ted Petok pour The Crunch Bird
- 1973 : Richard Williams (ABC) pour A Christmas Carol
- 1974 : Frank Mouris pour Frank Film
- 1975 : Will Vinton et Bob Gardiner (Lighthouse Productions) pour Closed Mondays
  - Wolfgang Reitherman (Walt Disney Productions) pour Winnie l'ourson et le Tigre fou (Winnie the Pooh and Tigger Too)
- 1976 : Bob Godfrey pour Great (en)
- 1977 : Suzanne Baker (Film Australia) pour Leisure
- 1978 : Co Hoedeman (Office national du film du Canada) pour Le Château de sable
- 1979 : Eunice Macauley et John Weldon (en) (Office national du film du Canada) pour Livraison spéciale[5]

### Années 1980
- 1980 : Derek Lamb (en) (Office national du film du Canada) pour Every Child
- 1981 : Ferenc Rofusz (Pannonia Films) pour The Fly
  - Frédéric Back (Radio Canada) pour All Nothing
  - Michael Mills pour History of the World in Three Minutes Flat
- 1982 : Frédéric Back (Radio Canada) pour Crac!
  - Will Vinton pour The Creation
  - Janet Perlman (Office national du film du Canada) pour The Tender Tale of Cinderella Penguin
- 1983 : Zbigniew Rybczyński (Film Polski) pour Tango
  - Will Vinton pour The Great Cognito
  - John Coates pour Le Bonhomme de neige
- 1984 : Jimmy Picker pour Sundae in New York
  - Burny Mattinson (Walt Disney Pictures) pour Le Noël de Mickey
  - Eda Hallinan pour Sound of Sunshine
- 1985 : Jon Minnis (Sheridan College) pour Charade
  - Morton Schindel et Michael Sporn pour Doctor Desoto
  - Ishu Patel (en) (Office national du film du Canada) pour Paradise (de)
- 1986 : Cilia Van Dijk pour Anna and Bella
  - Richard Condie et Michael Scott (Office national du film du Canada) pour Le P'tit Chaos
  - Alison Snowden (National Film & Television School) pour Second Class Mail
- 1987 : Linda Van Tulden et Willem Thijsen (CineTe pvba) pour A Greek Tragedy
  - Hugn MacDonald et Martin Townsend pour The Frog, The Dog and The Devil
  - John Lasseter et William Reeves (Pixar Animation Studios) pour Luxo Jr.
- 1988 : Frédéric Back (Radio Canada) pour L'Homme qui plantait des arbres (The Man Who Planted Trees)
  - Eunice Macauley (Office national du film du Canada) pour George and Rosemary (en)
  - Bill Plympton pour Your Face
- 1989 : John Lasseter (Pixar) pour Tin Toy
  - Cordell Barker (en) pour Le chat colla
  - Bill Kroyer pour Technological Threat

### Années 1990
- 1990 : Wolfgang et Christoph Lauenstein pour Balance
  - Mark Baker pour The Hill Farm,
  - Alexandre Petrov pour Korova
- 1991 : Nick Park (Aardman Studios) pour Creature Comforts
  - Nick Park pour Une grande excursion (A Grand Day Out)
  - Bruno Bozzetto pour Grasshoppers
- 1992 : Daniel Greaves pour Manipulation
  - Christopher Hinton pour Blackfly
- 1993 : Joan C. Gratz pour Mona Lisa Descending a Staircase
  - Peter Lord pour Adam
  - Michaela Pavlátová pour Reci, Reci, Reci...
  - Paul Berry pour The Sandman
  - Barry Purves pour Screen Play
- 1994 : Nick Park pour Un mauvais pantalon (The Wrong Trousers)
  - Stephen Palmer pour Blindscape
  - Frédéric Back et Hubert Tison pour The Mighty River
  - Bob Godfrey et Kevin Baldwin pour Small Talk
  - Mark Baker pour The Village
- 1995 : Alison Snowden et David Fine pour Bob's Birthday
  - Tim Watts and David Stoten pour The Big Story
  - Vanessa Schwartz pour The Janitor
  - Michaël Dudok De Wit pour Le Moine et le Poisson
  - Erica Russell pour Triangle
- 1996 : Nick Park pour Rasé de près (A Close Shave)
  - John Dilworth pour The Chicken from Outer Space
  - Chris Landreth et Robin Barger pour The End
  - Alexij Kharitidi pour Gagarin
  - Chris Bailey (WDP) pour Mickey perd la tête
- 1997 : Tyron Montgomery et Thomas Stellmach pour Quest
  - Timothy Hittle pour Canhead
  - Richard Condie pour La Salla (en)
  - Peter Lord pour Wat's Pig
- 1998 : Jan Pinkava pour Le Joueur d'échecs
  - Joanna Quinn pour Famous Fred
  - Alexandre Petrov pour Mermaid
  - Steve Moore pour Redux Riding Hood
  - Sylvain Chomet pour La Vieille Dame et les Pigeons
- 1999 : Chris Wedge pour Bunny
  - Christopher Grace et Jonathan Myerson pour The Canterbury Tales
  - Mark Baker pour Jolly Roger
  - Mark Osborne et Steven B. Kalafer pour More
  - Karsten Kiilerich et Stefan Fjeldmark pour When Life Departs

### Années 2000
- 2000 : Alexandre Petrov pour Le Vieil Homme et la Mer
  - Paul Driessen pour 3 Misses
  - Peter Peake pour Humdrum
  - Torill Kove pour Ma grand-mère repassait les chemises du roi
  - Amanda Forbis et Wendy Tilby (en) pour When the Day Breaks
- 2001 : Père et Fille (Father and Daughter) de Michaël Dudok De Wit
  - Steffen Schäffler et Annette Schäffler pour The Periwig-Maker
  - Don Hertzfeldt pour Rejected
- 2002 : Ralph Eggleston pour Drôles d'oiseaux sur une ligne à haute tension (For the Birds)
  - Ruairi Robinson and Seamus Byrne pour Fifty Percent Grey
  - Cathal Gaffney and Darragh O'Connell pour Give Up Yer Aul Sins
  - Cordell Barker (en) (Office national du film du Canada) pour Strange Invaders
  - Joseph E. Merideth pour Stubble Trouble
- 2003 : Jacquie Barnbrook, Eric Armstrong pour The ChubbChubbs!
  - Tomek Baginski pour Katedra
  - Gale Gortney (Pixar) pour La Nouvelle Voiture de Bob (Mike's New Car)
  - Kōji Yamamura pour Le Mont Chef (Atama Yama)
  - Georg Gruber pour Das Rad
- 2004 : Adam Elliot pour Harvie Krumpet
  - Bud Luckey (Pixar) pour Saute-mouton (Boundin’)
  - Carlos Saldanha et John C. Donkin (Blue Sky Studios) pour L'Aventure inédite de Scrat (Gone Nutty)
  - Chris Hinton pour Nibbles
  - Dominique Monféry et Roy Edward Disney (WDP) pour Destino
- 2005 : Chris Landreth pour Ryan
  - Sejong Park et Andrew Gregory pour Birthday Boy
  - Jeff Fowler et Tim Miller pour Gopher Broke (en)
  - Bill Plympton pour Guard Dog
  - Mike Gabriel et Baker Bloodworth (WDP) pour Lorenzo
- 2006 : John Canemaker pour The Moon and the Son: An Imagined Conversation
  - Sharon Colman pour Badgered
  - Anthony Lucas pour The Mysterious Geographic Explorations of Jasper Morello
  - Shane Acker pour 9 (en)
  - Andrew Jimenez et Mark Andrews (Pixar) pour L'Homme-orchestre (One Man Band)
- 2007 : Torill Kove pour The Danish Poet
  - Gary Rydstrom (Pixar) pour Extra-terrien (Lifted)
  - Roger Allers et Don Hahn (WDP) pour La Petite Fille aux allumettes (The Little Matchgirl)
  - Géza M. Tóth pour Maestro
  - Chris Renaud et Michael Thurmeier (Blue Sky Studios) pour Il était une noix (No Time for Nuts)
- 2008 : Suzie Templeton et Hugh Welchman pour Pierre et le Loup (Peter and the Wolf)
  - Samuel Tourneux et Simon Vanesse pour Même les pigeons vont au paradis
  - Josh Raskin pour I Met the Walrus
  - Chris Lavis et Maciek Szczerbowski (en) pour Madame Tutli-Putli
  - Alexandre Petrov pour Mon amour
- 2009 : Kunio Kato pour La Maison en petits cubes
  - Konstantin Bronzit pour Lavatory, Lovestory
  - Emud Mokhberi et Thierry Marchand pour Oktapodi
  - Doug Sweetland pour Presto
  - Alan Smith et Adam Foulkes pour This Way Up

### Années 2010
- 2010 : Logorama – H5 (François Alaux, Hervé de Crécy et Ludovic Houplain)
  - French Roast – Fabrice Joubert
  - Granny O'Grimm's Sleeping Beauty – Nicky Phelan et Darragh O'Connell
  - The Lady and the Reaper (La dama y la muerte) – Javier Recio Gracia
  - Sacré Pétrin (A Matter of Loaf and Death) – Nick Park
- 2011 : The Lost Thing – Shaun Tan et Andrew Ruhemann
  - Jour Nuit (Day and Night) – Teddy Newton (Pixar)
  - The Gruffalo – Jakob Schuh et Max Lang (Magic Light Pictures et Studio Soi)
  - Let's Pollute – Geefwee Boedoe
  - Madagascar, carnet de voyage (Madagascar, a Journey Diary) – Bastien Dubois
- 2012 : Les Fantastiques livres volants de M. Morris Lessmore (The Fantastic Flying Books of Mr. Morris Lessmore) – William Joyce et Brandon Oldenburg
  - Dimanche – Patrick Doyon
  - La Luna – Enrico Casarosa
  - A Morning Stroll – Grant Orchard et Sue Goffe
  - Une vie sauvage (en) – Amanda Forbis et Wendy Tilby (en)
- 2013 : Paperman – John Kahrs
  - Adam and Dog – Minkyu Lee
  - Fresh Guacamole – PES
  - Head over Heels – Timothy Reckart (en)
  - Dure journée pour Maggie – David Silverman
- 2014 : Mr. Hublot – Laurent Witz et Alexandre Espigares, et les personnages de Stéphane Halleux
  - À cheval ! (Get a Horse !) – Lauren MacMullan et Dorothy McKim (Walt Disney Animation Studios)
  - Feral – Daniel Sousa et Dan Golden
  - Possessions (Tsukumo) – Shuhei Morita (Sunrise)
  - La Sorcière dans les airs (Room on the Broom) – Max Lang et Jan Lachauer (Magic Light Pictures)
- 2015 : Le Festin (Feast) – Patrick Osborne et Kristina Reed (Walt Disney Animation Studios)
  - The Bigger Picture – Daisy Jacobs et Christopher Hees
  - The Dam Keeper – Robert Kondo et Dice Tsutsumi
  - Me and My Moulton – Torill Kove
  - A Single Life – Joris Oprins
- 2016 : Historia de un oso (Bear Story) – Pato Escala Pierart et Gabriel Osorio Vargas 
  - We Can't Live Without Cosmos (Мы не можем жить без космоса) – Konstantin Bronzit
  - Prologue (en) – Imogen Sutton et Richard Williams
  - Sanjay’s Super Team – Nicole Paradis Grindle et Sanjay Patel
  - World of Tomorrow – Don Hertzfeldt
- 2017 : Piper – Alan Barillaro (en) et Marc Sondheimer (en)
  - Vaysha, l'aveugle (Blind Vaysha) – Theodore Ushev
  - Borrowed Time – Andrew Coats et Lou Hamou-Lhad
  - Pear Cider and Cigarettes – Robert Valley et Cara Speller
  - Pearl – Patrick Osborne
- 2018 : Dear Basketball – Glen Keane et Kobe Bryant
  - Garden Party - Victor Caire et Gabriel Grapperon
  - Lou - Dave Mullins et Dana Murray (en)
  - Negative Space - Max Porter et Ru Kuwahata
  - Un Conte peut en cacher un autre - Jakob Schuh et Jan Lachauer
- 2019 : Bao – Domee Shi et Becky Neiman-Cobb
  - Animal Behaviour - Alison Snowden et David Fine
  - Late Afternoon - Louise Bagnall et Nuria González Blanco
  - One Small Step - Andrew Chesworth et Bobby Pontillas
  - Weekends - Trevor Jimenez

### Années 2020
- 2020 : Hair Love – Matthew A. Cherry (en) et Karen Rupert Toliver
  - Dcera (Daughter) – Daria Kashcheeva
  - Kitbull – Rosana Sullivan (en) et Kathryn Hendrickson
  - Memorable – Bruno Collet et Jean-François Le Corre
  - Sister – Siqi Song
- 2021 : If Anything Happens I Love You – Will McCormack et Michael Govier
  - Mon terrier – Madeline Sharafian et Michael Capbarat
  - Genius loci – Adrien Mérigeau et Amaury Ovise
  - Opera – Erick Oh
  - Yes-People – Gísli Darri Halldórsson et Arnar Gunnarsson
- 2022 : The Windshield Wiper – Alberto Mielgo et Leo Sanchez
  - Bestia – Hugo Covarrubias et Tevo Díaz
  - Boxballet – Anton Dyakov
  - Ruby tombée du nid (Robin Robin) – Dan Ojari et Mikey Please
  - L'Art dans le sang – Joanna Quinn et Les Mills
- 2023 : L'Enfant, la Taupe, le Renard et le Cheval (The Boy, the Mole, the Fox and the Horse) – Charlie Mackesy, Matthew Freud
  - The Flying Sailor – Wendy Tilby, Amanda Forbis
  - Ice Merchants – Joao Gonzalez, Bruno Caetano
  - My Year of Dicks – Sara Gunnarsdóttir, Pamela Ribbon
  - An Ostrich Told Me the World Is Fake and I Think I Believe It – Lachlan Pendragon
- 2024 : War Is Over! Inspired by the Music of John and Yoko – Dave Mullins et Brad Booker
  - Letter to a Pig – Tal Kantor et Amit R. Gicelter
  - Ninety-Five Senses – Jerusha Hess et Jared Hess
  - Our Uniform – Yegane Moghaddam
  - Pachyderme – Stéphanie Clément et Marc Rius
- 2025 : In the Shadow of the Cypress – Shirin Sohani et Hossein Molayemi
  - Beautiful Men – Nicolas Keppens et Brecht Van Elslande
  - Magic Candies (en) – Daisuke Nishio et Takashi Washio
  - Wander to Wonder (en) – Nina Gantz et Stienette Bosklopper
  - Beurk! – Loïc Espuche et Juliette Marquet